# 淮阴师范学院文通学院
淮阴师范学院文通学院，是淮阴师范学院举办的普通全日制本科公有民办二级学院。

## 历史
- 2002年，批准成立。
- 2004年9月，独立建制运行。
- 2014年起停止招生。

## 专业设置
- 汉语言文学(涉外高级文秘)
- 英语
- 日语
- 人力资源管理
- 旅游管理(涉外旅游)
- 经济学
- 财务管理
- 国际经济与贸易
- 市场营销
- 法学
- 计算机科学与技术
- 广播电视新闻学
- 广告学
- 资源环境与城乡规划管理(房地产开发与管理)
- 行政管理
- 化学工程与工艺
- 生物工程
- 生物技术
- 电子信息工程
- 电气工程及其自动化
- 艺术设计
- 音乐表演